# A Dangerous Lesson
A Dangerous Lesson è un cortometraggio muto del 1912. Non si conosce il nome del regista del film che, prodotto dalla Edison, fu interpretato da Augustus Phillips, Gertrude McCoy e Marc McDermott.

## Produzione
Il film fu prodotto dalla Edison Company.

## Distribuzione
Distribuito dalla General Film Company, il film - un cortometraggio in una bobina - uscì nelle sale cinematografiche degli Stati Uniti il 13 agosto 1912.